# Stelios Giannakopoulos
Stelios Giannakopoulos (grč.: Στυλιανός Γιαννακόπουλος) (Atena, 12. srpnja 1974.) je grčki nogometni trener i bivši nogometaš. Bio je dugogodišnji reprezentativac. 